# 心理学
心理学是一门研究人类和动物的心理现象、意识和行为的科学。它既是一门理论学科，也是一门应用学科，包括理论心理学与应用心理学两大领域。
心理學研究涉及意识、感覺、知覺、認知、情绪、人格、行為和人際關係等眾多領域，影響其他學科的發展，例如：教育学、管理學、传播学、社会学、经济学、精神病学、统计学、以及文學等等。心理學一方面嘗試用大腦運作來解釋個体基本的行為與心理機能，同時，心理學也嘗試解釋個體心理機能在社會行為與社會動力中的角色。心理學家從事基礎研究的目的是描述、解釋、預測和控制行為。應用心理學家還有第五個目的——提高人類生活的品質。這些目標構成了心理學事業的基礎。
有些領域的心理學家為了研究人類的行為，會對動物進行實驗，以推測環境、生理（如：大腦損傷、運動是否能增加多巴胺等）以及一些特定因素所產生的影響。心理學家也會使用核磁共振、斷層掃描、及發展較成熟的問卷調查等方式來研究人類的心理。有時會有腦部部分損傷的病人，他們也藉由觀察這些人的腦部活動，去了解腦袋各部位的功能為何。

## 詞源
西语中的“心理学”（psychology）一词由希腊语词根，「灵魂」（ψυχή）和「研究」（λόγος）所组成，最早由克罗地亚诗人马尔科·马鲁利奇使用。
「心理學」漢譯譯名之來源，透過歷史學與心理學之相關考證，證明與中國明代心學、宋代理學、及宋明儒學東渡日本有直接關係。
1890年，威廉·詹姆斯将心理学定义为“心理生活的科学，包括心理现象和心理状态”。几十年来，这个定义一直广为流传。然而，这一含义受到了一些激进行为主义者的质疑，尤其是约翰.B.沃森等激进行为主义者。沃森在1913年的宣言中将心理学定义为获取对控制行为有用的信息。同样，自从詹姆斯定义了它，这个词更强烈地暗示了科学实验的技术。

## 历史

### 起源

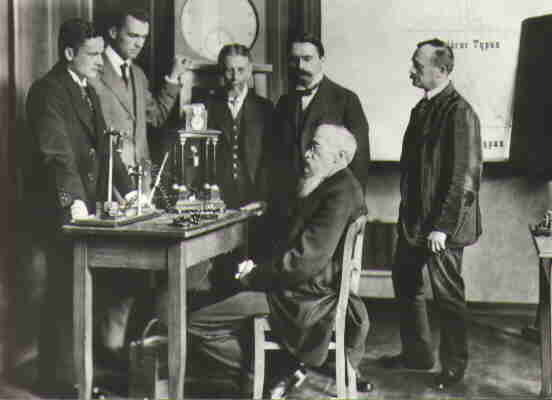
威廉·冯特 (坐)与他的同事在第一个心理实验室里。冯特被誉为第一个将心理学作为科学独立于哲学、生物学来研究的人

早期的心理學研究是属于哲学的范畴，称为哲學心理學。哲學心理學的研究可以追溯到埃及、希腊、印度和華夏等古代文明。中國古代認為人的性情思想是由一定的器官承擔的，並且其活動會在器官上反映出來，如「心之官則思」（《孟子》），「人精在腦」、「頭者神之所居」（《春秋元命苞》）。「神形合一」、「形神相印」等思想在《黃帝內經》等涉及醫學心理的著作中有很多闡述和應用。柏拉圖提出過二元並存的理念，有人认为亚里斯多德《论灵魂》是西方最早的一部论述心理学思想的著作。經由長久的演變，慢慢地產生各式各樣不同的學科，包括了現在人所了解的心理學。
哲學心理學主要是在探討心身關係、天性與教養、自由意志與決定論、知識來源等四大議題。其早期的理論有一元論、二元論、環境決定論、精神決定論等。近代的哲學心理學則是有三大思想流派，包括了理性主義、經驗主義與浪漫主義。正如德国心理学家艾宾浩斯所说：“心理学有一个漫長的過去，卻只有一个短暫的歷史”。
在中世纪的伊斯兰医学与心理学中，已经开始进行临床的精神科治疗和实验研究。

### 科学心理学
虽然心理学实验可以追溯到阿拉伯学者海什木的著作《光学》（1021年）不过，心理学作为一门独立的学科是开始于1874年，那一年，德国的生理學家威廉·馮特發表兩冊的心理學教科書——《生理心理學的原理》（Grundzüge der physiologischen Psychologie；Principles of Physiological Psychology）——，在序言裡大膽宣稱：「要建立一個新的科學領域」；冯特也因此被称为“心理学之父”。1875年，莱比锡大学聘馮特為教授；1879年，他在莱比锡大学建立世界第一个专门的心理实验室，吸引了來自世界各地的學生。10餘年後，也就是1890年代，美國各大學風起雲湧地仿傚此舉，建立數十座心理學實驗室，尤其1892這一年就成立了20座，這一年也是美國心理學會的成立年。通常将1874年作为科学心理学诞生的时间，这一时间比许多自然科学脱离哲学而形成独立学科的时间为晚。冯特也是第一个把自己称为心理学家的人。其他早期而重要的心理學家包括艾賓浩斯等。19世纪末、20世纪初，西格蒙德·弗洛伊德的精神分析学派兴起。

### 构造主义
德国心理学家威廉·冯特被认为是将实验引入心理学研究的人，被誉为“实验心理学之父”。1879年，他在莱比锡大学建立了第一个心理学实验室。冯特着重于将心理分解成为基本的元素，这是由于当时化学的进步，后者在分析物质元素与结构上取得突破。虽然冯特自己不是构造主义者，他的学生愛德華·B·鐵欽納成为了构造主义的思想家，与机能主义者对立。鐵欽納是美国早期心理学家的重要人物。

### 机能主义
机能主义相对于结构主义而生，并受到美国哲学家、科学家、心理学家威廉·詹姆士影响颇多。詹姆士认为心理学应该有实用价值，心理学家应该找到有益於人的科学方式。他的著作《心理学原理》于1890年出版，其中有许多铺垫性问题，为后续科学家提供了方向。其他主要机能主义者包括约翰·杜威和哈维·卡尔。

其它19世纪的杰出人物有德国心理学家赫尔曼·艾宾浩斯，他是研究記憶实验的先驱，在柏林洪堡大學创立了学习与遗忘的量化模型。苏俄心理学家伊万·彼得罗维奇·巴甫洛夫，他在对狗进行实验时发现了“古典制約”，并将其应用与人类。

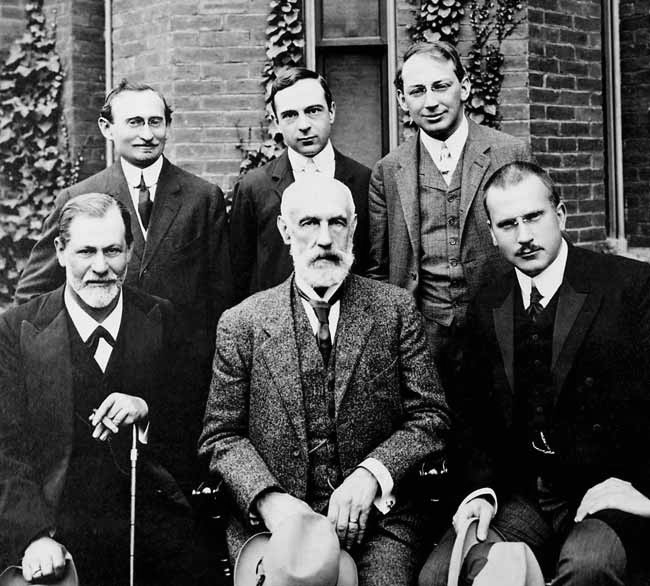
1909照于克拉克大学。前排：西格蒙德·弗洛伊德，斯坦利·霍尔， 卡尔·荣格；后排：亚伯拉罕·布里尔, 欧内斯特·琼斯, 桑多尔·费伦齐。

自二十世纪50年代起，冯特、詹姆士、艾宾浩斯与其他实验心理学家们所发展的实验技术方向更加趋向研究認知——关注信息以及信息处理——最终演化为认知科学中的一部分。在早些时候，这被视为“革命性”的发展

### 精神分析 Psychoanalysis
奥地利医生西格蒙德·弗洛伊德自十九世纪90年代开始研究精神分析学，直到自己1939年去世为止。精神分析学是一种研究意识、解释经历的方法；是一种关于人类行为的理论系统；是一种针对心理、情绪的治疗方法，特别是对潜意识中的冲突进行心理治疗。弗洛伊德的精神分析中的很多理论基于解释法、内省法以及临床观察。精神分析法广为流传，因为它的研究对象涉及性别、压抑、心理发展中的潜意识等。这些问题在当时都被列为社会禁忌，弗洛伊德则提供了催化剂，使得问题可以在正式社交中得以公开讨论。在临床上，弗洛伊德是自由联想的先驱，他对释梦治疗也很有研究。
弗洛伊德对瑞士精神科醫師卡尔·荣格的影响很大，后者的分析心理学与深度心理学互补。20世纪中叶心理学者们研究精神分析、心理学、精神病治疗、以及哲学。这些著名的学者包括爱利克·埃里克森、梅兰妮·克莱因、唐纳德·威尼科特、卡伦·霍妮、埃里希·弗罗姆、約翰·鮑比、以及弗洛伊德的女儿安娜·弗洛伊德。在整个二十世纪里，精神分析衍生出不同的分支学派，它们中很多被划分为新弗洛伊德学派。
精神分析及其治疗受到诸多人士的批评，如心理学家汉斯·艾森克、以及哲学家卡尔·波普尔。波普尔是位科学哲学家，认为精神分析作为科学是错误的，而艾森克则称精神分析原理与实验数据不符。到二十世纪末，美国高等院校心理学院变得更加倾向于实证主义，将弗洛伊德理论边缘化，并蔑称其为“干瘪老死”的历史古董。与此同时，研究人员在神经精神分析领域上维护弗洛伊德的科学立场，而其它人文学科学者们则固守弗洛伊德“根本不是科学家，而是个...詮釋者。”

### 行为主义 Behaviorism

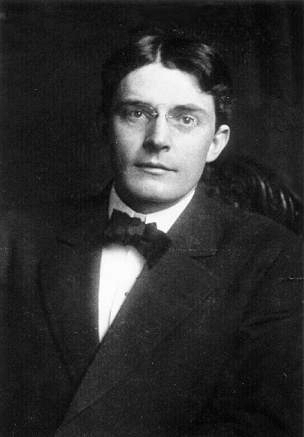
最初的行為主義提倡者華生

在整个20世纪的上半叶，行为主义学派支配了当时的心理学，其主张心理学是：“寻求理解特定的环境刺激如何控制特定类型的行为”。其主张心理学应分析先行的环境条件，即在行为之前出现、而且为一个机体产生反应或抑制反应提供活动场所的条件。因此，他们把行为反应看做是机体理解、预测和控制的行为，并因此做出相应的结果。基于对实验和变量的严格控制和强调，行为主义学对后来的心理学研究有着重要的影响。其代表人物為史金納，然而其對於內在的認知歷程是存而不論，近期流行的認知主義則是重視之前忽視的內在認知歷程，代表人物有皮亞杰、米勒、西蒙等。
当今世界主要的心理学学派有五大观点，每一个观点都强调行为及心理过程的不同方面。其主要包括神经心理学、精神分析学、行为主义心理学、人本主义心理学、认知心理学。

### 人本主义 Humanism

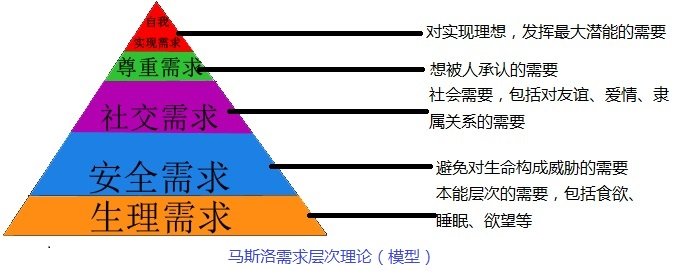
心理学家亚伯拉罕·马斯洛与1943年总结了人的需求层次理论。先吃饭，然后在去实现更高层次的需求。

二十世纪50年代，在行为主义与精神分析的影响下，人本心理学应育而生。应用现象学、交互主体性、第一人称视角，人本主义试图捕捉整个人——而不是人格或认知的一部分。人本主义心理学关注人类独特问题的基础，例如个人的自由意志、成长、自我实现、认同、死亡、孤独、自由与意义。人本过程的特点在于它关注主观臆想、拒绝宿命、着重成长的积极性而不是病理因素。一些人本学派的奠基人，如美国心理学家亚伯拉罕·马斯洛，创立了需求层次理论；卡爾·羅哲斯，创立了個人中心治療。在此之后，正面心理学剖析了人本主义，对其更进一步的科学分析。

### 格式塔—完形
沃尔夫冈·苛勒、马科斯·韦特墨、科特·考夫卡三人联合创立了完形心理学派。这种心理研究建立在个人经历为一整体的观点上。对应物质的分子结构，这种观点于十九世纪晚期在德国、奥地利产生。完形心理学没有将思维、行为分解成为细小的元素，而是坚持经验作为整体的重要性，认为总体不同于部分相加的和。
完形心理学不应与弗里茨·波尔斯的格式塔治疗相混淆，后者只在外表上与完形心理学有关联。

### 存在主义
在二十世纪50到60年代，美国原精神分析学家羅洛·梅在德国哲学家马丁·海德格尔、丹麦哲学家索倫·奧貝·克爾凱郭爾的影响下，走上了心理学存在主义之路。这包括存在心理治疗。
存在主义心理学不同于其它人本学派，即人性中立视角、对焦虑的积极观点等。存在主义心理学注重于人文主题，如死亡、自由意志、意义，并认为意义可以被神话、或是讲述方式改变。对于死亡及未来的真实性，通常会鼓励人们接受自由意志，尽管令人焦虑。
奥地利存在主义精神病医生、大屠杀幸存者维克多·弗兰克从集中营中吸取教训，总结出不同版本的存在主义治疗法，这种方法着重于存在主义，不同于阿德勒的尼采主义的权力意志或弗洛伊德的快乐原则。
瑞士精神分析学家路德维希·宾斯万格，美国心理学家喬治·亞歷山大·凱利和梅（May）、弗兰克尔（Frankl）一道，也被认为是存在主义学派学者。

### 认知主义

巴德利记忆模型

认知主义心理学派研究心理活动，包括解决问题、知觉、記憶、学习等。作为认知科学的一部分，这个心理学分支与其它学科有密切联系，包括神经科学、哲学、语言学等。
诺姆·乔姆斯基在批评行为学概念中的“刺激”、“相应”、“强化”时，触发了一场心理学“认知革命”。乔姆斯基辩称这种观点会以一种肤浅、模糊的方式应用到复杂的人类行为中，特别是在语言习得的领域上。有一种假定认为人类天生拥有一种“内在的”语言习得机能，然而对于行为主义来说，这个问题在于所有行为，包括语言在内，都必须通过学习和强化来获得。社会学习理论家，如阿尔波特·班杜拉称儿童的生活环境有助于行为的改良。

穆勒-里亚尔错觉

与此同时，技术进步帮助人们重拾被行为主义抛弃的心理活动与表述，如認知等。英国神经科学家查尔斯·斯科特·谢灵顿爵士与加拿大心理学家唐纳德·赫布应用实验总结了心理现象与人脑结构、功能之间的联系。计算机科学与人工智能的兴起，使得人类信息处理时常与机械信息处理相互类比。对认知的研究被应用于二战，用以理解武器操作。在二十世纪晚期，认知主义成为心理学的统领范式，认知心理学成为了流行分支。
认知心理学认为隐蔽的心理活动应该使用科学的方式进行研究，心理学家创立了两种概念：阈下刺激物与内隐记忆，对应精神分析的潜意识或行为学的偶然形成行为。行为主义元素与认知心理学被整合成为认知行为疗法的基础。这种心理治疗由美国心理学家阿尔伯特·艾利斯和精神病学家亚伦·T·贝克创立而成。认知心理学与其它学科，如精神哲学、计算机科学、神经科学，一道被归入的上层学科认知科学。

## 分支

### 生物

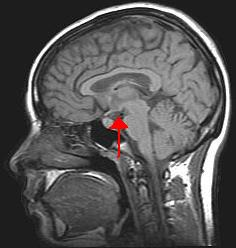
核磁共振成像显示的人脑。箭头所指的是下丘脑

生物心理学或行为神经科学从生物角度研究行为和心理过程。生物心理学中有不同的专业分支。例如，生理心理学运用动物模型，特别是老鼠，来研究神经、基因、细胞机能在学习、记忆、恐惧中产生的作用。神经心理学家利用神经成像工具研究神经与人类心理活动之间的关系，認知神经科学家使用心理测评来进行科学研究，如大脑损伤带来认知缺失的程度与表现形式。

### 临床
临床心理学的研究与应用包括理解、预防、缓解心理痛苦与紊乱，促进心理健康和个人成长。虽然临床心理学家也会参与研究、教学、咨询、出庭作证、程序编订与管理，但该分支的中心是心理测评与治疗。一些临床心理学家会着重于对脑损伤的病人进行临床监护，这一领域被称为临床神经心理学。在许多国家里，临床心理学是受到管制的心理健康专业。
临床心理学家所做的努力受到诸多治疗方案的影响，所有方案都包括专业人士与患者（通常是个人、夫妻、家庭、或小群体）之间的正式关系。不同的治疗实践方案与不同的理论观点相互关联，采用不同的流程来建立治疗组合、探究心理病因、鼓励新的方法来思考、感受、行动。四大治疗理论观点包括精神动力治疗、认知行为治疗、存在—人本主义治疗和系统/家庭治疗。目前有趋势表明一部分心理家正在努力整合各个治疗派系，特别是在对文化、性别、精神、性取向的理解加深的情况下，这个趋势更加显著。在丰富的研究成果下，有证据表明各大治疗派系的效果趋于等同，并共享相同的基础元素，可以形成强大的心理治疗组合。正因为如此，更多的心理学培训课程采取了折中的治疗趋向。

### 认知
绿 红 蓝 紫 蓝 紫
蓝 紫 红 绿 紫 绿
斯特鲁普效应指出读出文字的颜色，第一组的要比第二组的简单很多。
認知心理學研究心理活動中的認知。知覺、注意、理智、思維、解題、記憶、學習、語言、情緒都在它的研究領域之中。經典認知心理學與認知主義學派有相互聯繫，根據機能主義與實驗心理學，認知主義支持心理信息處理模型。
在更廣域的層面上，認知科學是一種跨學科範疇，包括認知心理學、認知神經科學、人工智能、語言學、人機互動、計算神經科學、數理邏輯與人類學。計算機常被用於模擬這類實驗現象。 計算機模擬為研究思維的功能組織提供了工具，神經系統科學則為大腦活動提供了度量衡。

### 比较
比较心理学指对非人类动物的科学研究，特别是与系统发展史、适应值、行为发展相关的领域。在此领域的研究讨论许多问题，使用许多不同的方式，探索不同物种的行为，从昆虫到灵长类动物。比较心理学与其它研究动物行为的学科，如动物行为学有紧密联系。比较心理学的研究有时会给人类行为研究带来启发，但是有时两者的关联却十分矛盾，例如艾德華·威爾森所提出的社會生物學。动物模型常常被用来研究与人类行为相关的神经处理过程，例如在認知神經科學就常常应用动物模型。

### 发展
发展心理学着重于人类意志在毕生当中的发展过程，试图理解人们在世界中如何意识、理解、行动，并且研究这些现象是如何随着年龄而改变的。这些研究可能会着重于认知、感情、道德、社交、神经的发展。研究人员在探究儿童案例时使用一系列特殊的方式，以使得观察在自然的环境中进行，或是干脆与他们在实验中进行互动。这些实验常常以游戏或是活动的方式呈现，既好玩，又有科学意义；研究人员甚至设计出非常灵巧的方式以研究婴儿的心理活动。在研究儿童心理之余，发展心理学家也会研究人类毕生的老化过程，特别是在某些时段的快速转变（例如青少年和老年）。发展心理学家设计了一整套心理学理论来支持他们的研究。

### 教育

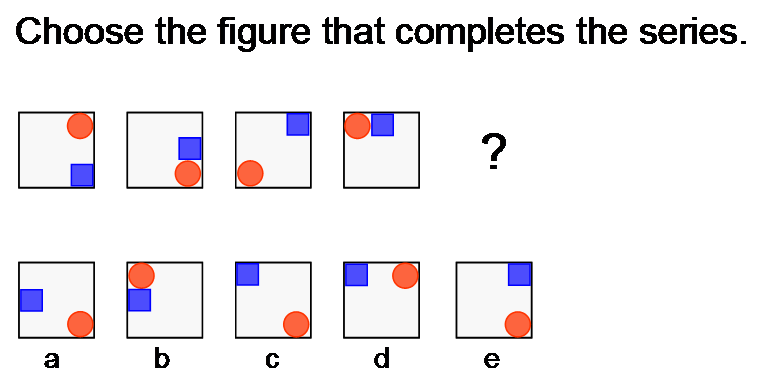
教育心理学中认知能力测试的一个例题

教育心理学是研究人类在教育过程中的学习、效率、授课心理以及学校作为一个组织的社会心理。儿童心理学家，如利維·維谷斯基、讓·皮亞傑、杰罗姆·布鲁纳、伯纳德·罗斯金(Bernard Luskins)等人对教授方式与教学实践都有重要影响。在许多国家里，教育心理学都是教师的必修课。
学校心理学結合了教育心理学和临床心理学，试图去理解並应付有学习障碍的学生；培育资优生；促进青春期亲社会行为；或是提倡安全、互助、高效的教育环境。学校心理学家在许多领域，如教育行为评估、干预、预防、咨询等都有了解、有的在研究领域颇有造诣。

### 演化
演化心理学从现代演化观点来研究心理的特质理论——例如记忆、知觉、语言等。它试图去探究是何种人类心理特征在适应进化，即，作为自然选择和性选择的功能产品。演化心理学家认为在人类先祖生活的环境下，心理适应的演化解决了呈周期性出现的问题。通过研究心理特质的演化及其适应性功能，演化心理学为其它心理学领域提供了最为近似的发展性解释（即演化心理学专注于终极问题、或问“为什么”，而不是近似的、或问“如何”）。

### 工业——组织
工業與組織心理學(I–O)应用心理学概念与方法优化工作场所的人类潜能。作为I–O的分支，人事心理学应用心理学原理与方法对员工进行筛选与评估。I–O的另一分支组织心理学研究工作环境与管理风格对工作积极性、成就感和生产力的影响效果。

### 人格
人格心理學关注个人持续性的行为、思想、情绪——这些被称作是人格。人格理论因学派不同而有所不同，他们就潜意识的作用及儿时经历的重要性有不同的假设。根据弗洛伊德，人格是基于本我、自我与超我之间的互动而产生的，此即所謂的精神分析學派。与之相反，特质理论则尝试使用离散统计数据来进行研究，所提出的特质种类也大有千秋。早期的汉斯·艾森克模型提出人格由三种基本特质组成：外向性与内向性、神经质、精神质。雷蒙德·卡特尔则提出了16条人格特征。如今，人格维度模型受到越来越多的重视，例如DSM-V模型。目前集大成的為社會認知學派，其實最初稱為社會學習論，是從行為學派作為延伸：人格的形塑就是人與人、環境的互動所學習到的行為，而後美國心理學家班杜拉從中把行為學派的理論更加擴大，加入了人的內在活動─認知成分，形成了社會認知理論。

### 社会

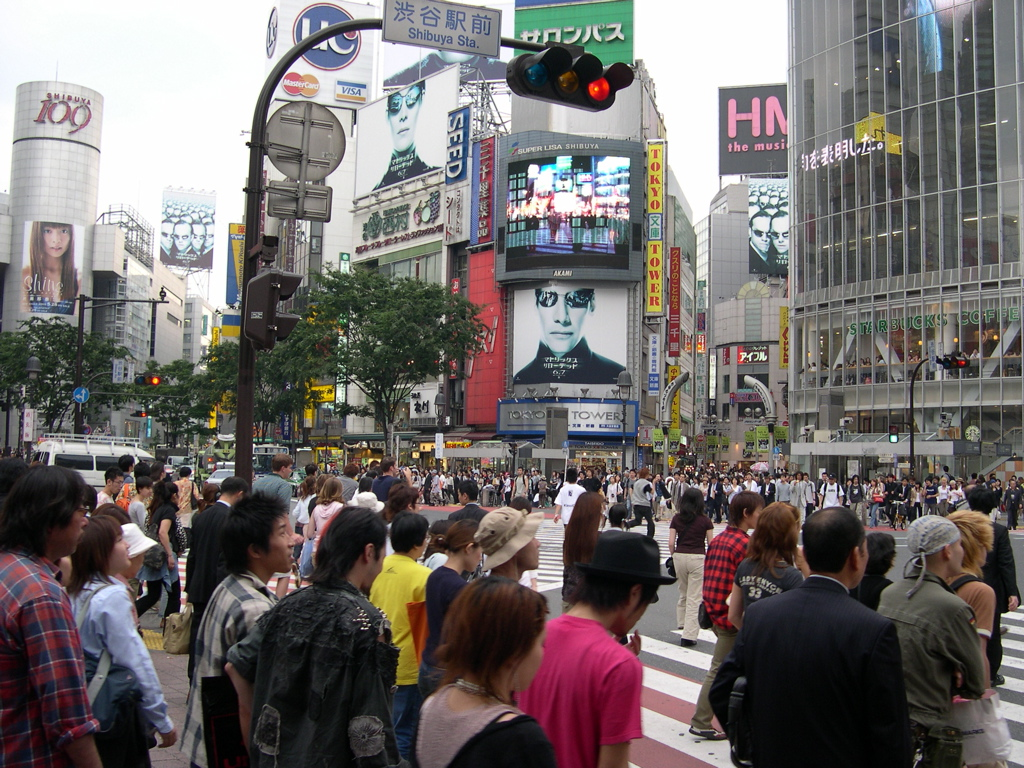
社会心理学研究社会行为的质与因

社会心理学研究人类彼此之间的看法以及它们是如何产生联系的，社会心理学家研究课题包括他人对个体行为的影响（例如：从众、說服）、信仰的建立、态度、或更大層面來說，不只人與人之間的互動，也有人與一個群體的互動等，就像刻板印象的建立與強化，會引起之後的歧視行為，就是一個經典的例子。社会认知将认知心理学与社会学的元素联系在一起，试图理解人们如何处理、记忆、扭曲社会信息。群体动力学研究揭示领导能力、交流及其他微观层面现象的本质及其优化潜质。近些年来，许多社会心理学家对內隱態度、中位模型、个人与社会价值互动所致行为倍感兴趣。因此，对人类社会的研究可以发现导致心理紊乱的潜在原因。一些被应用到心理紊乱的社会学概念包括社会角色、病人角色、阶层、生活事件、文化、迁移等等。

### 正向
正向心理學從馬斯洛的人本主義心理學衍生而來。正向心理學運用實驗科學手法，研究人類的快樂與力量。與傳統臨床心理學不同，正向心理學關注健康人的保健。目前，正向心理學的介入已獲得了一些實驗性的肯定。在2010年《臨床心理學評論》（Clinical Psychological Review）中發表了一篇特刊，報導使用一些正向心理學中性格強項（Character Strengths and Virtues）的介入方法，例如：紀錄兩個星期內的三件好事和物理形式的感恩表達（如：擁抱等），有助提生活滿意度。另外，正念療法（Mindfulness-based stress reduction，MBSR）也被證明是治療抑鬱症的有效方法。然而，對於介入的效果來講還需要進一步的研究。正向心理學介入仍然有局限性，但是他們的效果被認為高於安慰劑，特别是對於身體形象缺失者有更好的效果。

### 情感
情感心理学（Psychology Of Emotion）是心理學中研究情緒的分支，主要研究如何消除紧张和压力的情绪，恢复健康健全的人格。

## 研究方法
心理学研究倾向于折衷主義，即从其他领域汲取知识以帮助理解、解释心理现象。另外，心理学家大量使用了查尔斯·桑德斯·皮尔士的三段论：演绎、归纳、溯因。由于常常使用演绎自然定律模式，心理学家也会依靠归纳逻辑来对问题进行解释。例如，演化心理學家尝试利用适者生存来解释心理特质——如记忆、知觉、语言等，即这些功能是自然选择或性选择的产物。
心理学家会展开基础研究来进一步理解心理学的某一领域，或是进行应用研究来解决临床、工作场所等其它问题。硕士级别的临床专业会同时教授学生研究方式与循证实践。心理学专业协会也会协助设立规范标准，如道德、培训、研究方式、专业操作等。另外，根据不同的国家和地区，心理服务或“心理学家”这一职称受到相应法律的规范，从事对外服务的心理学家也常常被要求取得从业执照。

### 实验法
根據理論或觀察作出假設，在控制實驗情境中各種情況下操縱自變量觀察因變量的結果。對結果進行統計分析，控制無關變量產生的效果後檢驗假設，並進行推論：自變量是否對因變量產生效果，即自變量和因變量間是否有因果關係（一般找出兩者的相關度，然後再證實因果關係）。亦會根據數據分析，找出兩者的相關係數，然後判斷是否有研究價值。
例：巴甫洛夫實驗（经典性条件反射）中的狗。每當響鈴，狗就分泌大量唾液。實驗涉及自變量（獨變項）(Independent Variable)，因變量（依變項）(Dependent Variable)。鈴鐺是IV，狗的唾液是DV。自變量是在實驗者的控制變數，因變量是會因自變量而變動的變數。實驗法重視的是可信度和可重複性。
以人类为对象的实验受到了一些管制，例如必须征得被实验对象的同意、保证自愿参与的原则。二战后，为避免类似纳粹滥用实验的事件再度发生，纽伦堡守则被制定实施。不久，许多国家（和科学机构）接收了《赫爾辛基宣言》。在美国，卫生院于1966年设立了伦理审查委员会，于1974年编订了国家研究法(HR 7724)。上述所有法案都提倡研究人员在实验前获得参与对象的许可。一系列具有影响力的事件导致了法案的修订，如麻省理工学院与傅娜学院进行的反射性同位素研究，沙利度胺丑闻，威洛布鲁克肝炎实验，以及斯坦利·米尔格拉姆对权威的测试实验等。

### 动物研究

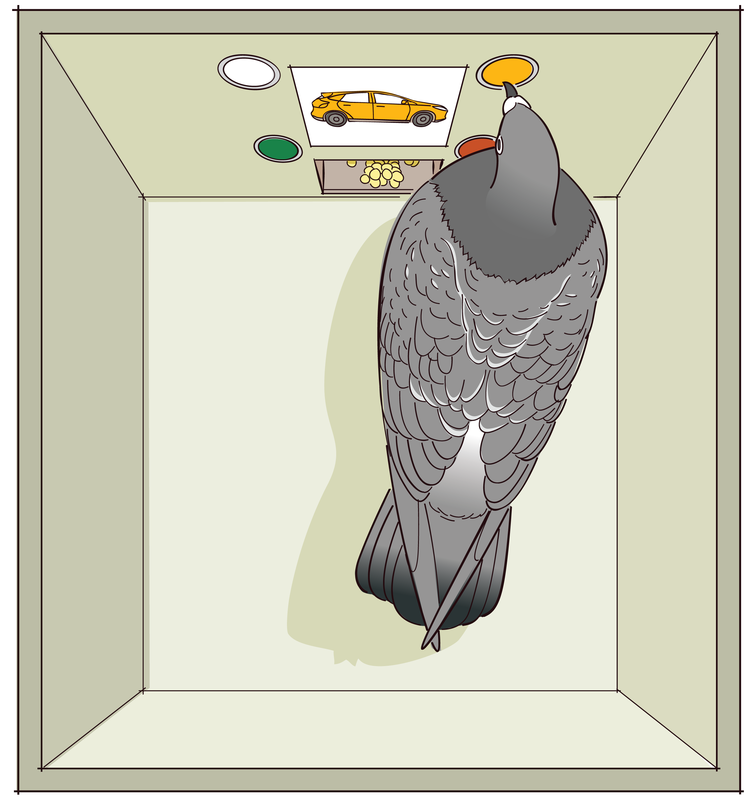
鴿子做制約實驗

动物学习实验对于研究人类心理学有很重要的辅助作用，例如知觉、感情、学习、记忆等等。十九世纪90年代，俄罗斯心理学家伊万·彼得罗维奇·巴甫洛夫利用狗的实验来展示经典条件反射。非人类动物如灵长类、猫、狗、鸽子、鼠以及其它啮齿类动物常常被应用于心理实验中，特別是行為心理學的研究。理想状态中，实验控制组一次只给出一个自变量，以显明它对因变量的作用。这些在实验室里可以得到最为近似的结果。与之相反，人类的生存环境与基因环境差异太大，变量太多，以至于在人群中难以控制重要的变量数据。当然，把动物实验的结果往人类身上生搬硬套是明显不可取的。动物实验会受相关約束，需要遵守心理學會所定的道德原則。

### 定性与定量研究
心理学绝大多数的领域遵循标准的科学方法进行研究。心理研究员尝试使用最新理论和假设来对数据、质与量进行研究。
心理質性研究方式包括訪談法、觀察法等。克雷斯維爾(Creswell，2003)定義了五項主要的質性研究，包括敘述、現象學、民族誌、案例分析和基礎理論。質性研究員有時會努力豐富解釋，或是對符號的批判、主觀經驗或社會結構。類似的解釋或批判觀點會被應用與“定量研究”，如埃里希·弗羅姆的納粹實驗或斯坦利·米爾格拉姆的權力屈服實驗。
心理定量研究常常利用統計學來測試假說。設計定量研究常常包括實驗、准實驗、橫斷設計、病例對照研究和縱貫研究。實驗構造中的度量與操作定義也是十分重要的。統計方式包括皮爾遜積矩相關係數、方差分析、線性回歸、Logit模型、結構方程建模、等級線性模型等。

### 定性与描述研究
该研究旨在回答个人的想法、感受、行为，被称之为“描述性研究”。描述性研究的取向可以是定量的、也可以是定性的。“定性研究”是描述性研究中着重于对发生事件的观察、描述，目的在于捕捉每日行为的一点一划，并期望在粗略实验中遗失的现象中重新得到发现或理解。

### 自然状态观察

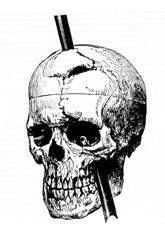
一条粗大的铁棍完全刺穿了菲尼亚斯·盖奇的头颅，摧毁了他的左半脑的大部分。菲尼亚斯奇迹地幸存了下来，并成为经典的人格与行为的研究对象。

正如珍·古道尔的研究包括观察黑猩猩的社交、家庭那样，心理学家通过观察人类社会、专业、家庭来进行研究。有时，参与者会察觉到自己受到监视，有时候则相反。但无论如何，在观察研究正在进行时，研究人员必须保证遵循严格的道德准则，不能做出有悖伦理的尝试。

### 调查问卷
心理学上，统计调查可被用来度量态度、特质，监视情绪的改变，检查试验的效度，以及其它相关研究项目等等。心理统计员可以使用传统纸张、电话、电子邮件、或是目前流行的网络等，围绕主题制定好问卷，按一定比例进行人群调查、随机调查、重点调查、抽样调查。类似的调查方式也被用于其它应用场所，如临床评估、人事评估等。

### 发展心理学的研究設計
主要分為三種
- 橫向設計(cross-sectional design)：在同一時間下調查不同年齡層的受試者在某個特質或是行為上的表現。

優點：省時省力，較縱貫研究省時且能較快速取得研究結果，沒有樣本流失的問題。
缺點：存在同辈效应（cohort effect），也即年龄差异不完全由年齡变化所导致，有可能也受到了外在環境，例如不同年代群体的不同生活經驗的影響。
- 纵向设计(longitudinal design)：在不同時間追蹤同一群被试在某特質或行為上的表現。

優點：較能避免同辈效應，也即不會受到不同年代群体间存在的差異的影響，可以从中了解到个体发展的数据。
缺點：費時費力，所要花費的時間成本相當的高，且會有被试样本流失的問題而可能產生混淆影响；所得研究结果可能只适用随该研究长大的特定年代、特定环境下的被试。
- 序列设计(sequential design)：又称交叉聚合设计(cross-sequential method)，是同時採用橫向設計和縱向設計的方法。

優點：資料比上述兩種方法豐富，可控制同辈效应所造成的變異。
缺點：和縱向研究一樣有被试樣本流失的問題，較橫斷研究費時費力，可能會產生練習效应。

### 神经心理学方法

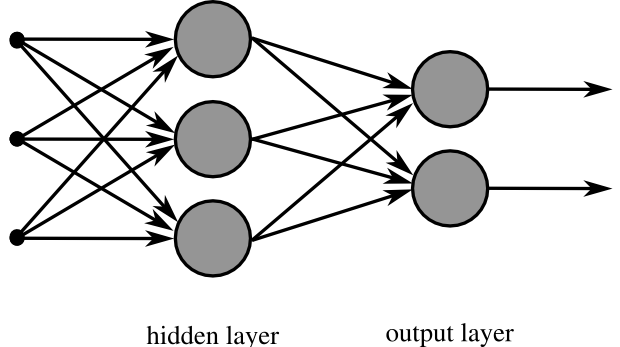
双层神经网络

神經心理學研究方法將心理活動、行為與大腦結構、功能進行對比。這些方法包括測試（例如韋克斯勒智力表、威斯康星卡片分類測驗）、功能神經影像和經顱磁力刺激等。

### 计算模型
计算模型作为工具常被应用与数学心理学和认知心理学，即用计算机模拟某一特定行为。这种方式有其独特的优势。由于现代计算机处理信息的速度极快，可同时运行多个模拟程序，在短期内生成大量的统计数据。模型可以帮助心理学家观察心理事件的假设值，这在平时活动中是不易观察到的。
应用过程中有许多不同的模型可供选择。联结主义利用神经网络来模拟大脑。另一种方式是形象模拟，利用变量和规则模拟不同的心理活动。其它种类的模型包括动力系统和随机过程等。
档案研究法：是指依据一定目的收集大量现有资料，通过分析找出某些现象与心理之间关系的一种度.档案研究法有广义和狭义之分，广义的档案研究法除了传统的参考资料还包括视听影像资料，狭义的档案资料包括报纸、杂志、会议记录、政府公文、个人书信等文字材料。档案研究法的使用能弥补其他一些研究方法的不足，但有其缺点，需要视情况而定。

## 批评

### 理论
对研究的批评常常包括指责心理学是“软”科学。科学哲学家托马斯·库恩的1962批判中暗示心理学仍处在前范式形态，缺乏像成熟的化学、物理学那样的支撑性理论。
由于心理学的一些领域依赖于问卷调查之类的研究方式，批评家们认为心理学不够客观。其它观点认为心理学家所研究的人格、思维、情绪不可能被直接测量，其结果不过是调查对象的主观报道。
另一些批评家则认为统计假说被误用。一些研究记录表明心理学家常常混淆统计的显著性差异与实践之间的关系，而前者在实践上常常无关紧要。這種辩论時長发生在心理学界内部，例如实验室研究人员与从事实践的临床医生之间的争执等。

### 实践
有的观察者发现了某些理论与实践上的冲突——例如，一些临床实践没有理论支持。批评家们认为越来越多的心理培训课程没有足够的科学依据。一些质疑者认为，像“婴儿孤独症協助性溝通”；被用于记忆恢复的塑身锻炼；再生疗法等，虽然十分风行，但却令人怀疑，而且可能有害健康。

### 道德

实验人员(E)命令老师(T，实验对象)电击学生(L，实际上是知情演员)。实验对象被确信学生每答错一道问题，都会受到“电击”（实际不存在）。演员的电击器连接着磁带，表示对每次电击进行记录。

在今天的道德准则框架内，一些研究实验不允许进行。这些实验违反了美国心理学会道德准则（Ethics Code of the American Psychological Association）、加拿大涉及人类实验道德准则（the Canadian Code of Conduct for Research Involving Humans）、以及贝尔蒙报告。目前，道德准则规定，对非人类动物的研究只能在效益大于伤害的情况下进行。所以心理学家在动物实验中的研究方式不能用于人类。
- 斯坦利·米尔格拉姆的米爾格倫實驗使得参与者饱受折磨，挑战了科学实验的道德底线。实验研究参与对象会在多大程度上违背自己意愿执行规定行为。[62]
- 二十世纪70年代，哈里·哈洛在威斯康星大学麦迪逊分校利用猕猴进行了“绝望”实验，遭到谴责。[63]实验利用动物来模拟抑郁症。哈洛设计出了一种“强暴架”，利用对母猕猴行为的干扰进行研究。[64]1974年，美国文学评论家韦恩·布斯（英语：Wayne C. Booth）写道：“哈里·哈洛跟他同事几十年折磨着非人类灵长实验品，证明了我们都早已知道的——社交生物会因社交纽带的损害而被损害。”他写道哈洛对他研究的伦理道德没有任何评论。[65]

大学心理学院设有道德委员会，以保障研究对象的权益与尊重。心理研究员在进行实验之前必须获得准许，以保护人类参与对象或实验动物的权益。

### WEIRD偏差
1959年，统计学家西奥多·斯特林（Theodore Sterling）计算發现97%的心理实验支持了它们最初的假设，暗示了偏差存在的可能。与之类似，贾内尔（Fanelli， 2010)发现91.5%的精神/心理研究得到了证明，所得出的问题（阳性结果）是空间或地球科学的5倍大。贾内尔认为较“软”科学的研究人员就他们的意识与潜意识中的偏差缺乏束缚。
2010年，一组研究人员公布了心理研究中的系统性实验对象偏差WEIRD (「西方地区、受过良好教育、工业化的、富有、民主的」；"Western, Educated, Industrialized, Rich and Democratic")。虽然全球范围内之后1/8的人属于WEIRD范畴，但实验人员称心理学60–90%的实验在WEIRD对象上进行。报告显示，在穆勒-里亚尔错觉上，WEIRD对象与部落对象的实验结论差异巨大。

## 研究领域
心理学所包含的研究领域甚为宽广，并使用许多不同的方法来心理过程与行为。心理学主要分为理论心理学和应用心理学两大领域，其下又可分为许多次领域，例如教育心理学、变态心理学、管理心理学等。
- 理论心理学：与应用心理学相对，包括用于学术研究目的的变态心理学、生理心理学、认知心理学、比较心理学、发展心理学、健康心理学、人格心理学、社会心理学等。
- 进化心理学：是对所有心理学的一种整合尝试，提供了简练的方式来解释各门心理学中观测到的各种现象及理论。
- 異常心理学：是对異常行为的研究，以描述、预报、解释和矫治功能的变态模式。異常心理学的研究应用于临床心理学，以治疗心理疾病的患者。
- 生理心理学：基于生理组成结构而进行的研究，其中主要包括人脑等。
- 认知心理学：所谓认知，指在获取知识过程中进行的各种心理活动，主要包括知觉，记忆，言语，思维等，即通常所谓的认识过程。
- 积极心理学：积极心理学从20世纪里重点关注快乐和满足的人本主义心理学中找到根源。
- 比较心理学：是研究动物行为进化的基本理论，和不同进化水平的动物的各种行为特点的心理学分支。它对哲学认识论具有重要意义，比较心理学的研究还能为生产实践和生物医学研究提供动物行为进化方面的基础科学知识。
- 发展心理学：主要研究人類由出生至死亡時的人格發展過程，艾瑞克森把人格發展分為8個階段，並認為每個階段的人都會面對不同的人格發展的障礙，如處理得好便能順利發展，如處理不好便會形成焦慮及各樣問題。
- 人格心理学：研究行为、思维和情绪的模式，通常称为个体的人格。
- 定量心理学：在心理学研究中应用数学模型和统计学模型，以及将统计学方法用于分析、解释行为数据。
- 心理统计学：是心理学中对知识、能力、态度和人格特征等进行心理测量的理论和技术，主要与教育、人格和临床心理学有关。数学心理学则与实验和认知、生理心理学关系密切。
- 社会心理学：探討社會與認知歷程對於個體知覺他人，影響他人及聯繫他人的方式如何產生作用的科學性研究，以心理学、社会学相关理论为基础的社会科学。
- 臨床心理学：是讨论人類非正常行為，通过临床观察探討這些行為的論據，評估，分類，治療，預防以及科學研究的心理學分支學科。
- 教育心理学：研究人类如何在教育情境下进行学习、教育性干预的效果、教学的心理学、作为组织的学校的社会心理学。利維·維谷斯基、让·皮亚杰和杰罗姆·布鲁纳等儿童心理学家的研究成果在教学方法和教育实践领域已经产生了重大影响。
- 健康心理学：是心理学理论与研究在健康、疾病与卫生保健领域的应用。不过临床心理学关注与心理健康和神经学疾病，健康心理学则在更大范围内关注健康行为，包括健康饮食、医生-患者关系、病人对健康知识的理解。
- 工业与组织心理学：主要研究組織心理，目的也是為了進步利用、管理，達至組織的目標。
- 学校心理学：主要研究的是学生在学校学习、教师教学过程中的心理和规律。这门学科在解决学习问题和教育困难时有显著功效。
- 社區心理學：主要關注個人與社區、社會的相互關係，並透過合作性的研究與行動，以及預防、賦權、社會改變等介入，有效提昇個人安適、幸福感與生活品質。
- 兒童心理學：主要關注兒童的心理,認知發展及成長，並因應理論探討兒童有心理障礙時應如何處理。
- 超個人心理學：專長於跨越自我層面的心靈研究、跨越個人領域的心理學，和人性在靈性方面的層面。
- 音樂心理學：主要關注音樂與人的各種心理現象的相互關係，解釋人由原始（初生）到高級的音樂經驗和音樂行為的心理學。